# Service d'incendie et d'aide médicale urgente de la région de Bruxelles-Capitale
Le Service d'incendie et d'aide médicale urgente de la région de Bruxelles-Capitale (en néerlandais : Brusselse Hoofdstedelijke Dienst voor Brandweer en Dringende Medische Hulp), plus couramment appelé SIAMU, est le corps de sapeurs-pompiers des 19 communes de la Région de Bruxelles-Capitale.
C'est un corps de classe X et le plus gros service d'incendie du Royaume, que ce soit en termes d'interventions annuelles, de matériel ou de personnel. Il possède 11 casernes et postes avancés répartis sur l'ensemble du territoire de la Région et emploie environ 1200 sapeurs-pompiers, tous professionnels.
Le SIAMU a été intégré en 2014 au système des zones de secours, où il forme l'unique zone de la Région de Bruxelles-Capitale.

## Historique

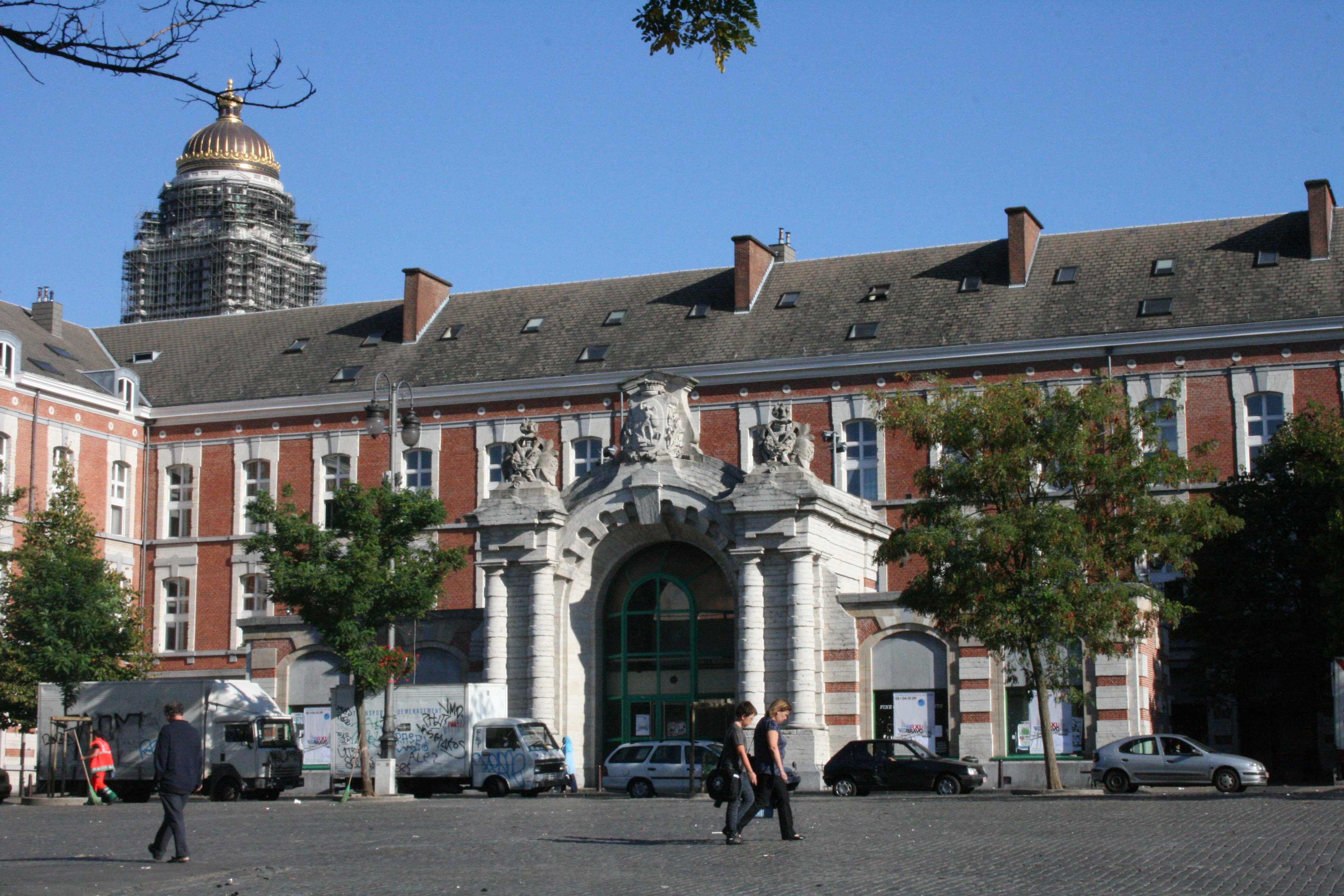
L'ancienne caserne État-major, place du Jeu de Balle, aujourd'hui remplacée par la caserne de l'Héliport.

### Origines
Le corps des sapeurs-pompiers de Bruxelles fut créé le 15 août 1800 à la demande de Conseil municipal de la ville de Bruxelles, à l'époque encore française. C'est le premier service de pompiers professionnels de Belgique, il compte 100 hommes armés dont la mission était tant la lutte contre l'incendie que le maintien de l'ordre. Par la suite, plusieurs autres corps de pompiers volontaires furent formés autour de la capitale. De l'époque napoléonienne à la Première Guerre mondiale, presque chaque commune bruxelloise parvient à créer indépendamment son corps communal de pompiers. Ces corps diffèrent tant au niveau des équipements qu’à celui des statuts du personnel : professionnels, volontaires, mixtes, dépendant de la garde civique... Et à ceux-ci s’ajoutent les corps de pompiers créés par certaines entreprises privées. 
En février 1806, les pompiers bruxellois emménagent dans leur première vraie caserne: une ancienne brasserie près de la place Anneessens. À la veille de la révolution belge (en septembre 1830), le corps dispose d'un effectif de 140 hommes, avec 19 dépôts de pompes répartis dans toute la ville. Le 21 janvier 1855, le théâtre de la Monnaie est ravagé par un incendie durant lequel 3 sapeurs-pompiers bruxellois meurent, ce sont les premiers morts au feu du service. En 1857, naît le corps de pompiers d'Anderlecht suivi de ceux de Schaerbeek, Molenbeek-Saint-Jean, Ixelles, et Laeken.
Le 23 septembre 1863, la caserne État-major de la place du Jeu de balle est érigée. Elle est prévue pour loger 250 hommes et restera en fonction jusqu'en 1982.
La première automobile est acquise en 1908, c'est le début de la modernisation: le dernier cheval quittera la caserne en 1918. Cette même année, plusieurs corps communaux d'incendie sont rattachés à Bruxelles: Etterbeek (corps non-armé de 40 hommes), Laeken (corps armé, 60 hommes) et Saint-Josse-ten-Noode (corps non-armé, 80 hommes).
En 1934, les corps communaux de Bruxelles, Anderlecht, Schaerbeek, Molenbeek-Saint-Jean et Ixelles sont parmi les 12 corps de pompiers du pays à assurer le premier service d'ambulances pour l'aide médicale urgente.
Pendant la seconde guerre mondiale, les neuf corps communaux existants sont rassemblés sous le commandement du « Groupe Régional de Défense contre l'Incendie » (GRDI), qui cessera ses activités dès la libération, le 4 septembre 1944. Au lendemain du conflit, quatre corps communaux sont dissous : Uccle, Forest, Saint-Gilles et Jette. C’est le Service d’incendie communal de Bruxelles qui assure les secours dans ces communes. Les communes démunies passent alors des conventions avec les communes proches pour assurer les secours sur leurs territoires.
Le 24 novembre 1947, l'incendie du ministère de l’Éducation fait 17 morts. La même année, le corps d'incendie d'Uccle est rattaché à Bruxelles. Ce sera le tour de celui de Forest en 1959. En 1962, la centrale téléphonique d'appel unique « 900 » entre en fonction. Désormais il n'y aura plus qu'un seul numéro pour joindre les pompiers, et ce dans tout le Royaume. Avec elle naissent les prémices de l'aide médicale urgente en Belgique et l'apparition des premières ambulances chez les pompiers.
Le 24 février 1965, l'incendie du Gai Séjour fait 15 morts, dont 1 pompier du corps de Saint-Gilles. Trois autres pompiers seront brûlés. Le 13 février 1967, l'Incendie du Val Vert fait 21 morts à Itterbeek.
À la fin des années 1960, il n’y a plus que cinq corps communaux de pompiers pour les 19 communes bruxelloises et quelques communes de la périphérie. La volonté de collaborer existe, mais cela manque d’organisation : les véhicules sont hétéroclites et on utilise jusqu’à quatre modèles différents de raccords de tuyaux... 
Le 22 mai 1967, l'incendie de l'Innovation fait la tragique démonstration de ce problème. Il s'agit là de l'incendie le plus mortel de Belgique en temps de paix, faisant 251 morts.

### Leservice d'incendie de l'agglomération de Bruxelles
Le 1er janvier 1973, une grosse restructuration naît à la suite de l'incendie de l'Innovation : les 5 services d’incendie encore présents sur le territoire actuel de la Région de Bruxelles-Capitale (Anderlecht, Bruxelles-ville, Ixelles, Molenbeek-Saint-Jean et Schaerbeek) fusionnent en un seul corps pour former le service d'incendie de l'agglomération de Bruxelles, qui compte alors 650 pompiers professionnels et 70 pompiers volontaires repartis en 11 casernes dont 10 postes avancés. Le premier commandant du Corps est l'ancien commandant des pompiers de Schaerbeek: Hugo Van Gompel.

### Le SIAMU
Le 12 juillet 1989, les compétences en matière de lutte contre l'incendie et d'aide médicale urgente sont transférées du Fédéral vers la région en vertu de la troisième réforme de l’État belge. La Région de Bruxelles-Capitale charge alors l'un de ses ministres (ou, à défaut, un secrétaire d'État) de la gestion de ce service public.
Le 19 juillet 1990 une ordonnance décide de la réorganisation du service en un service régional qui prend alors le nom de : Service d'Incendie et d'Aide Médicale Urgente de la Région de Bruxelles-Capitale.
Le 1er janvier 1992, le service prend son nom actuel: Service d'Incendie et d'aide Médicale Urgente de la Région de Bruxelles-Capitale abrégé SIAMU ou DBDMH en néerlandais (Brusselse Hoofdstedelijke Dienst voor Brandweer en Dringende Medische Hulp), la région étant officiellement bilingue.
Les pompiers devinrent alors des agents de l'État belge au service d'une région et le corps est entièrement professionnalisé.

### La zone de secours
En 2014, le corps a été intégré dans le système des zones de secours, devenant une seule zone.

## Organisation

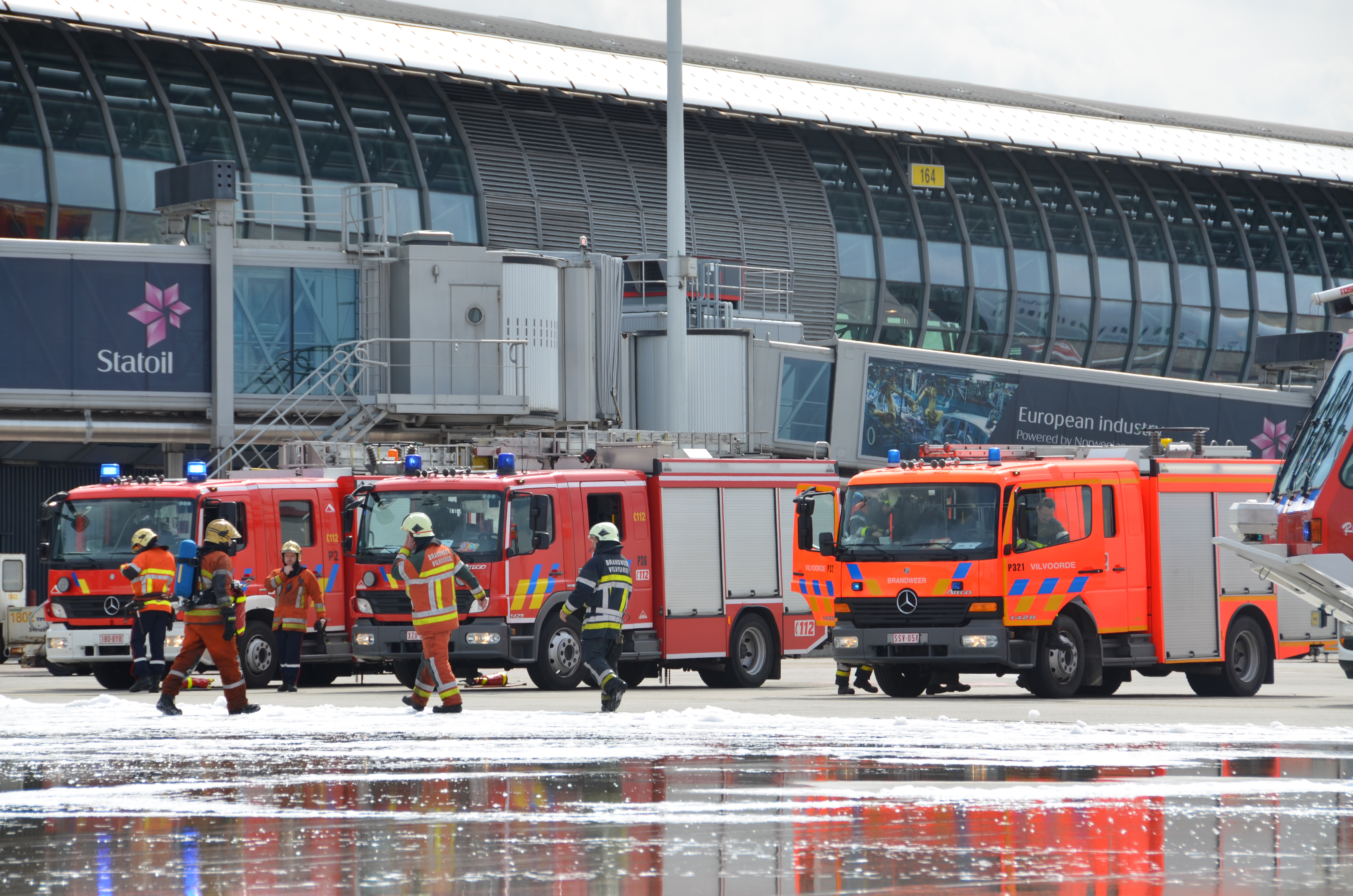
Deux autopompes des pompiers bruxellois avec un camion de Vilvorde (en orange), lors d'un exercice catastrophe à l'aéroport de Bruxelles, en 2013.

Le SIAMU est divisé en cinq bataillons, chacun composé de quatre compagnies : une compagnie est de garde lorsque les trois autres sont au repos, selon un cycle de 24 heures de garde suivi de 72 heures de repos.
1er bataillon :
- Caserne Héliport (État-major)
- PASI Cité
- Poste ambulance de l’hôpital Saint-Michel

2e bataillon :
- PASI Brien

3e bataillon :
- PASI Delta
- PASI UCL
- Poste ambulance de l'hôpital Saint-Pierre, 1 ambulance

4e bataillon :
- PASI Anderlecht
- PASI Chênaie
- Poste ambulance de l’hôpital Saint-Pierre, 3 ambulances, 1 PIT, 1 SMUR

5e bataillon :
- PASI VUB

### Organisation des départs
Pour chaque mission, le type de véhicule et le nombre de ceux-ci est prédéfini par des procédures et possède son propre « code » sonore lors de l'alarme. Par exemple le départ pour incendie normal se compose d'un véhicule Officier, d'une auto-échelle, d'une autopompe multifonctionnelle et d'une ambulance depuis la caserne principale de l'Héliport, le tout complétant le premier départ du poste avancé le plus proche du sinistre, composé lui d'une autopompe et d'une auto-échelle si le poste en question en dispose. S'y joint le SMUR disponible le plus proche. Pour le départ incendie, le code sonore est: une sonnerie « longue » suivi de sept « courtes ».

## Casernes

### Casernes actuelles
Huit casernes couvrent le secteur du SIAMU. Il s'agit en fait d'une caserne principale faisant office d'État-major (la caserne de l'Héliport), où se trouvent les services d'entretien, de formation et administratifs, et de sept implantations satellites, plus petites, appelées « PASI » pour Poste avancé du service d'incendie.
À noter que l'aéroport de Bruxelles est défendu par un service d'incendie indépendant du SIAMU, ses casernes ne sont donc pas reprises comme casernes des pompiers de Bruxelles.
Les 7 PASI (Postes Avancés du Service Incendie) sont les suivants : 
- Anderlecht
- Chenaie (Uccle)
- Delta (Auderghem)
- Site Paul Brien (Schaerbeek)
- UCLouvain (Woluwe-Saint-Lambert)
- VUB (Jette)
- Poste Cité (Bruxelles)

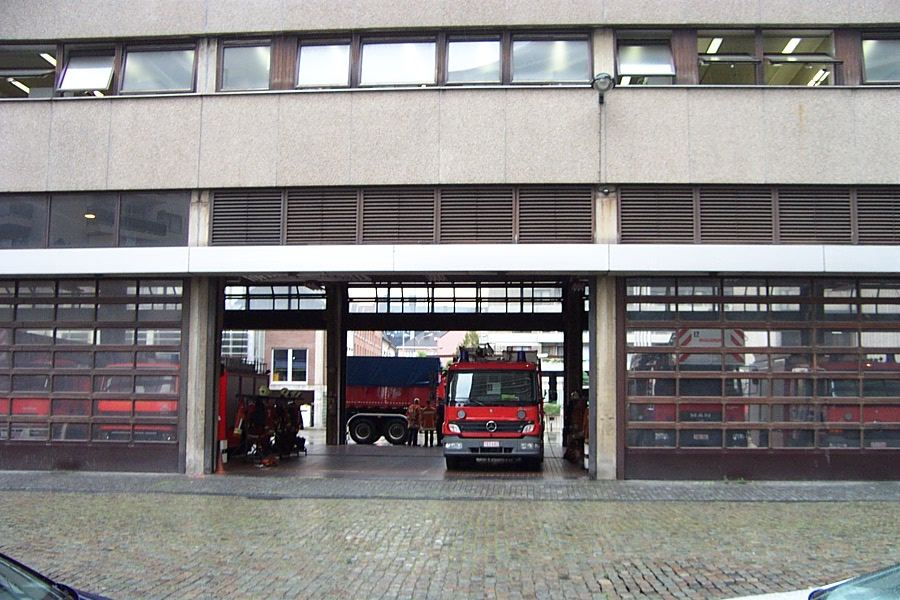
Vue des garages de la caserne principale, avenue de l'Héliport.
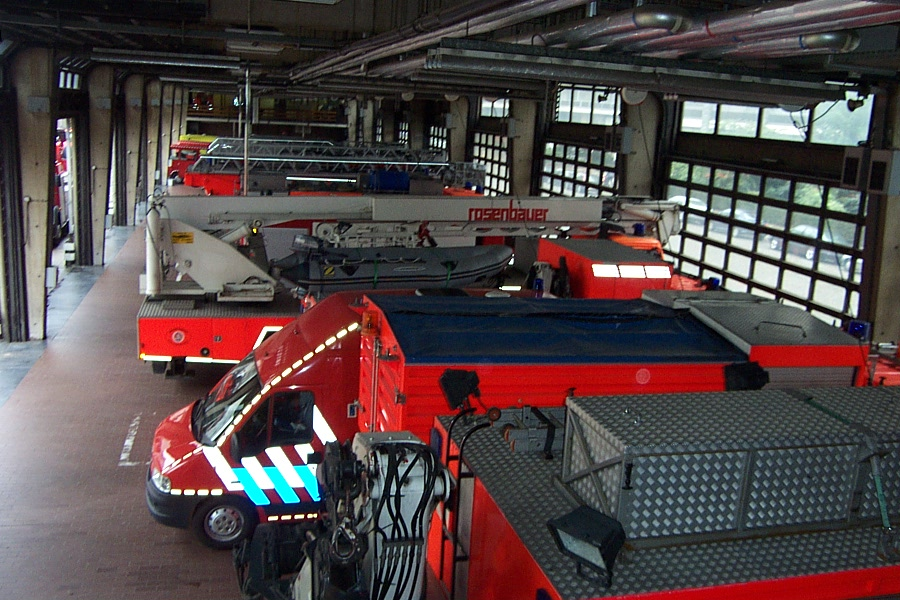
Vue du charroi dans le garage camions de la caserne de l'Héliport.
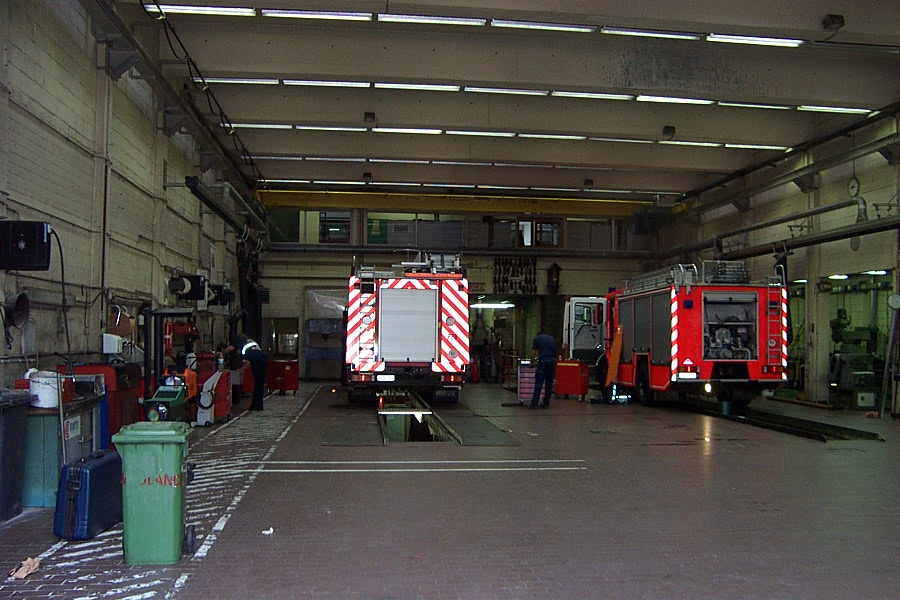
Les services d'entretiens et de maintenance, à la caserne État-major.
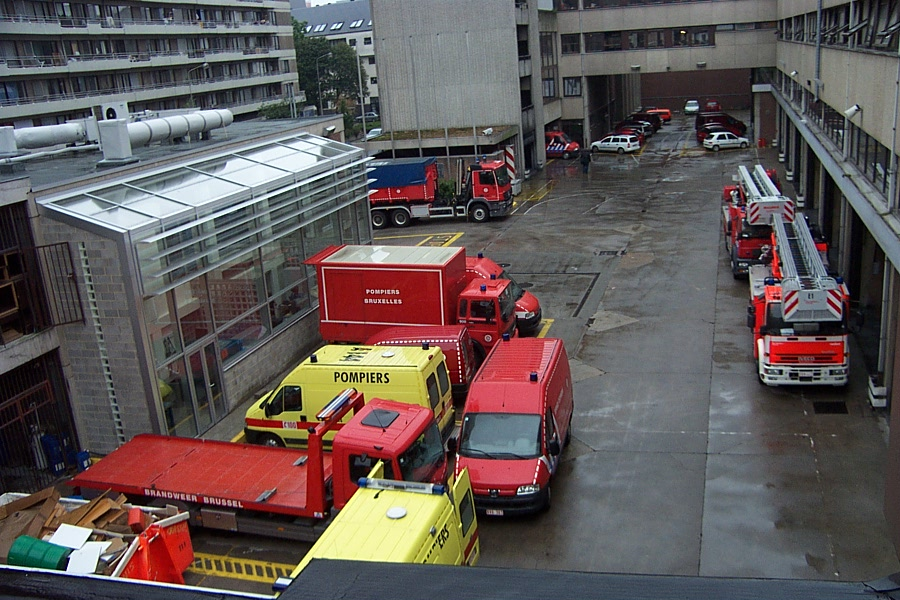
Vue de la cour intérieure de la caserne principale.

### Casernes fermées
- État-major de la Place du Jeu de balle, fermé en 1982 et remplacé par celui de la caserne de l'Héliport.
- Caserne centre-ville (appelée aussi « Grande-Garde »), derrière la Grand-Place, où se trouve aujourd'hui une caserne de police.
- Le poste Diamant, fermé en 2013 pour cause d'étroitesse et d'insalubrité[6].
- Le poste Evere, situé près de l'OTAN, fusionné avec l'ancien poste Diamant, le tout occupe les locaux de la nouvelle caserne Paul Brien, à Schaerbeek[7]. Les raisons invoquées pour cette fermeture sont les restrictions de budget et le manque de personnel.

### Casernes rouvertes
- Le poste « Cité », non loin de la cité administrative de l’État, fermé au début des années 2000, a été rouvert en juillet 2016[8].

## Personnel
En 2022, le SIAMU compte :
- 1179 Pompiers-ambulanciers

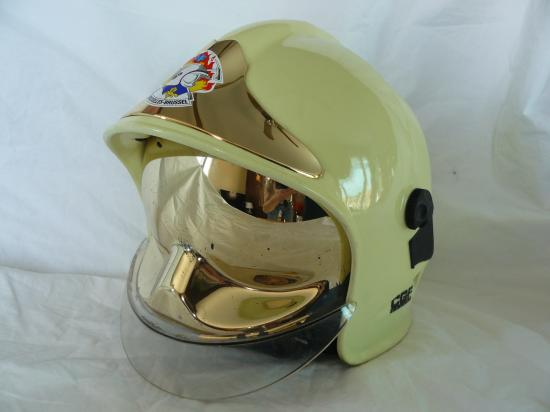
Le casque des pompiers de Bruxelles est de type F1.

- 171 Collaborateurs administratifs et techniques
- 46 opérateurs à la centrale d'urgence 112

### Liste des commandants
- 1973 - 1999: Lieutenant-Colonel Hugo Van Gompel
- 1999 - 2018: Lieutenant-Colonel Charles De Sneyder
- 2018 - (actuel) : Colonel Tanguy du Bus de Warnaffe

### Morts au feu

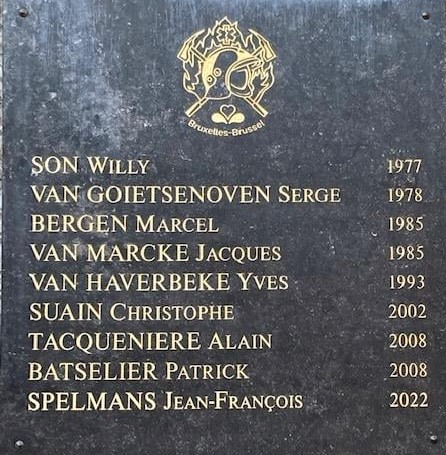

Depuis la création du service d'incendie de l'agglomération de Bruxelles en 1973, neuf pompiers Bruxelles ont trouvé la mort en intervention : 
En 1977, le pompier Willy Son décède lors de l'incendie d'un appartement.
En 1978, le pompier Serge Van Goidtsenhoven décède dans l'incendie d'un magasin.
Le 1er mai 1985, les pompiers Marcel Bergen et Jacques Van Marcke décèdent dans l'attentat à la voiture piégée des CCC.
En 1993, le pompier Yves Van Haverbeke décède lors d'un incendie de logement social à Bruxelles.
Le 31 mars 2002, le pompier Christophe Suain décède lors de l'incendie de l'ambassade d'Espagne, près de la place Madou.
Le 30 aout 2008, le sergent Patrick Batselier et le caporal Alaint Tacqueniere décèdent dans l'incendie d'un ancien centre de formation de la Générale de Banque à Uccle.
Le 16 mars 2022, le Sergent-major Jean-François Spelmans décède dans un incendie sur le chantier de l'hôtel Sheraton, place Rogier.

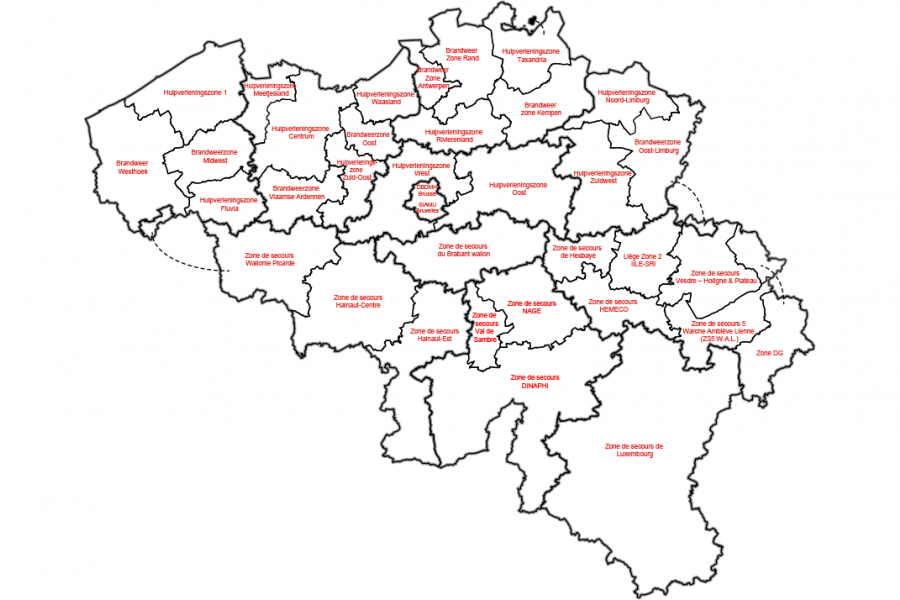
Carte des zones de secours

## Véhicules
En 2004 le corps possédait 200 véhicules : 20 autopompes, 12 auto-échelles, 2 bras élévateurs à nacelle, 8 véhicules de secours routier, deux camions grue, un poste de commandement mobile, 40 ambulances dont 11 de réanimation, une unité d’alimentation lourde et 43 véhicules légers, une remorque pouvant être tractée sur les rails des tramways et un camion de logistique « support car ».

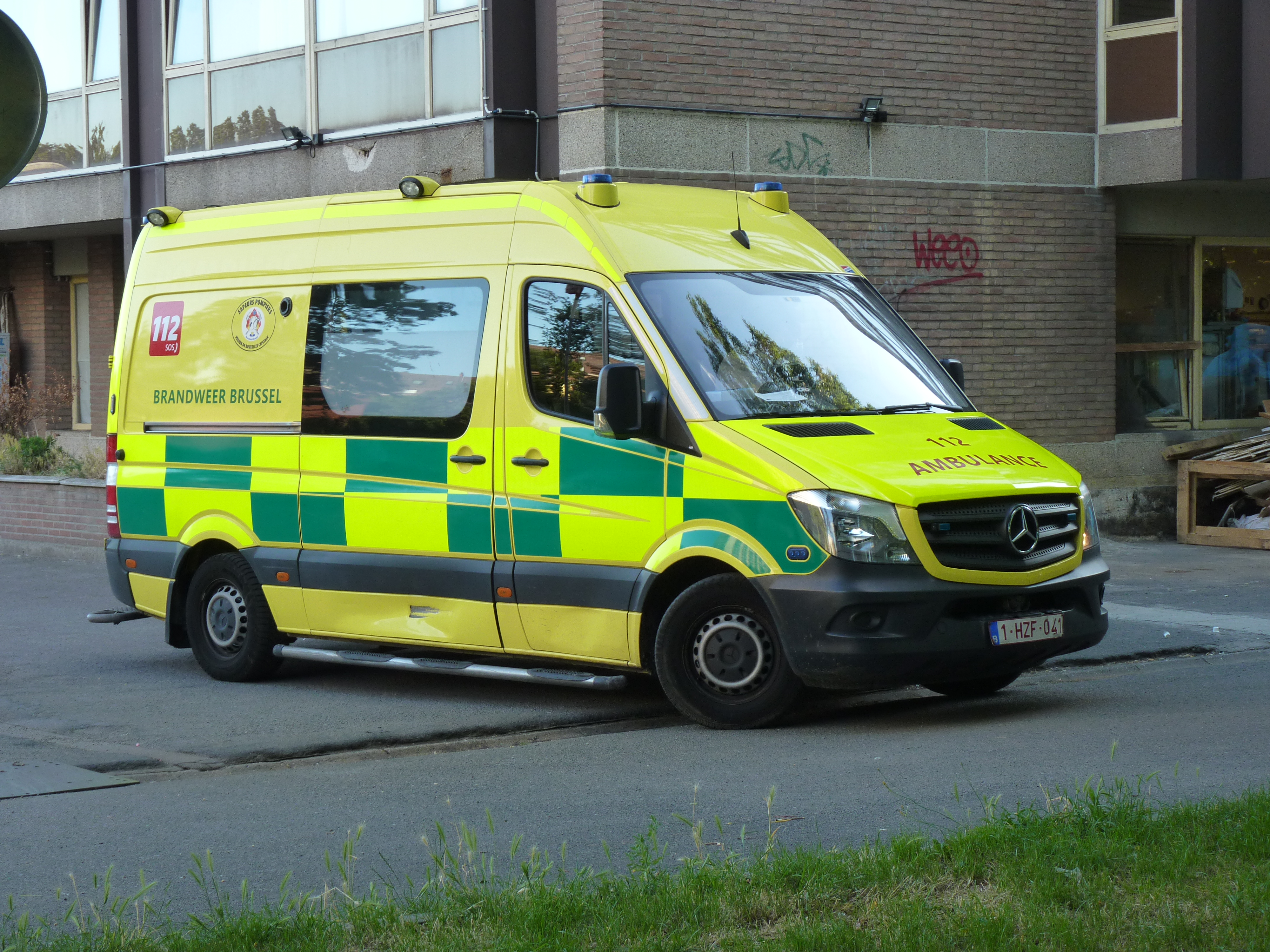
Ambulance
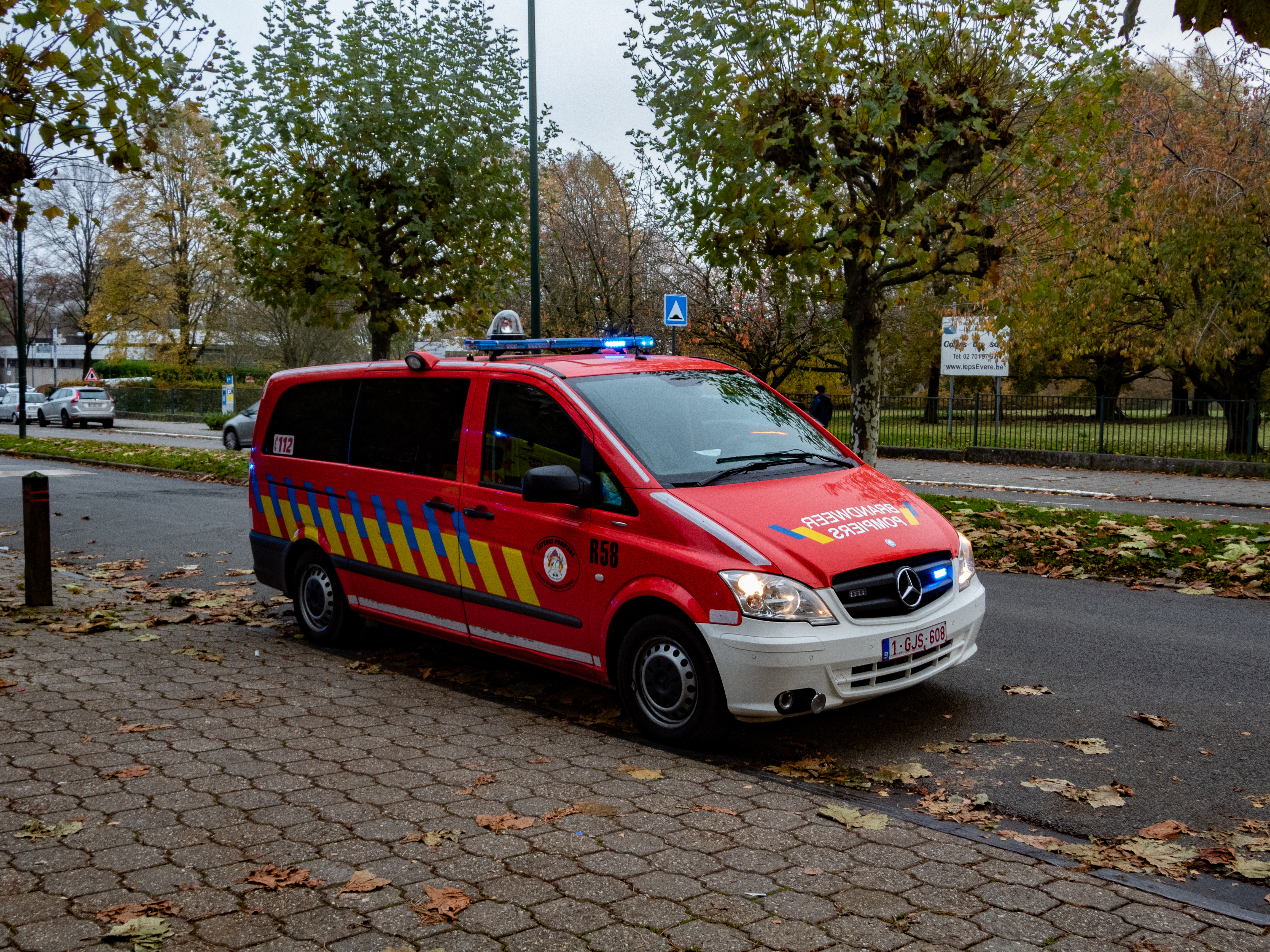
Véhicule officier
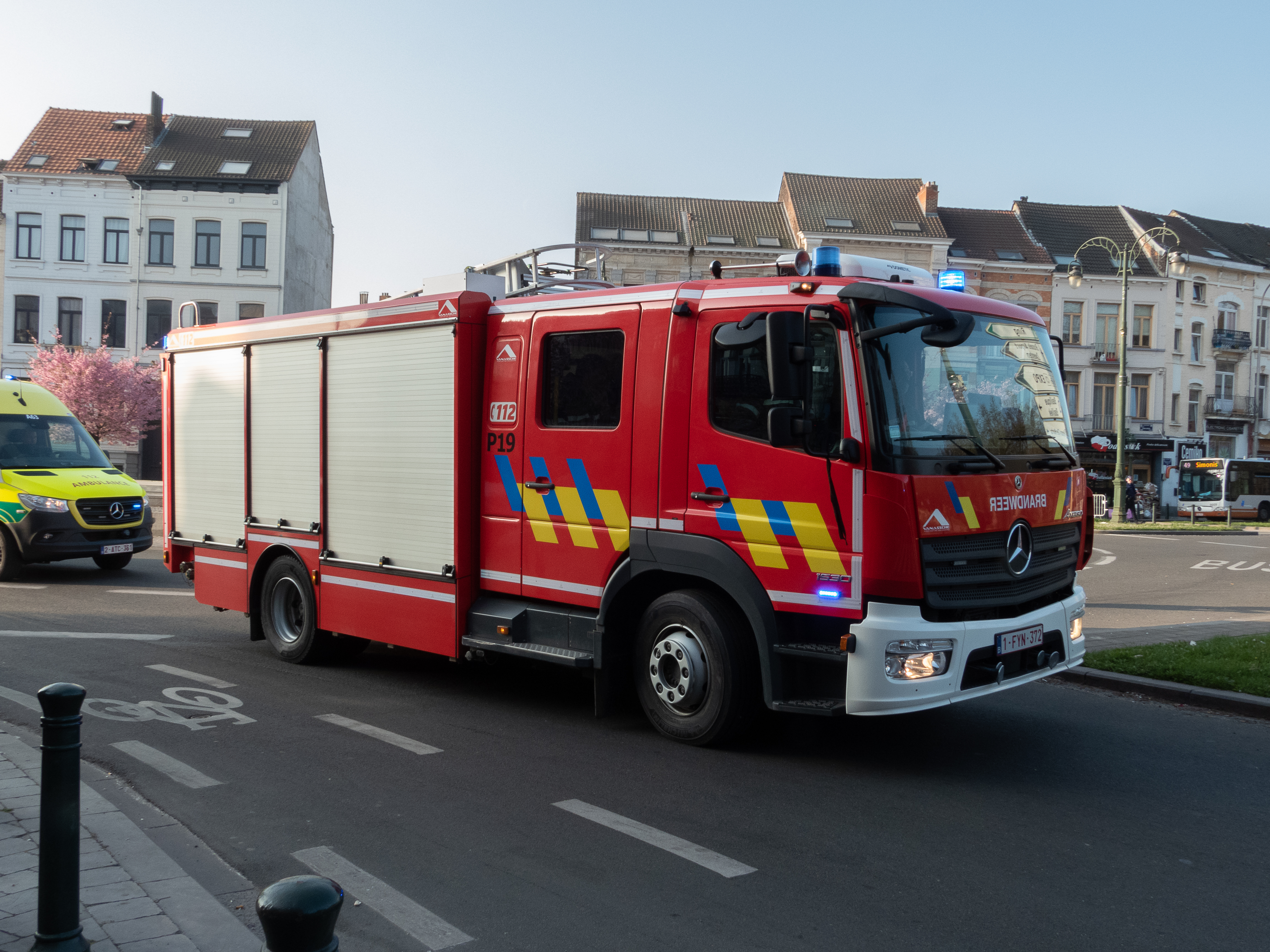
Autopompe multifonctionnelle
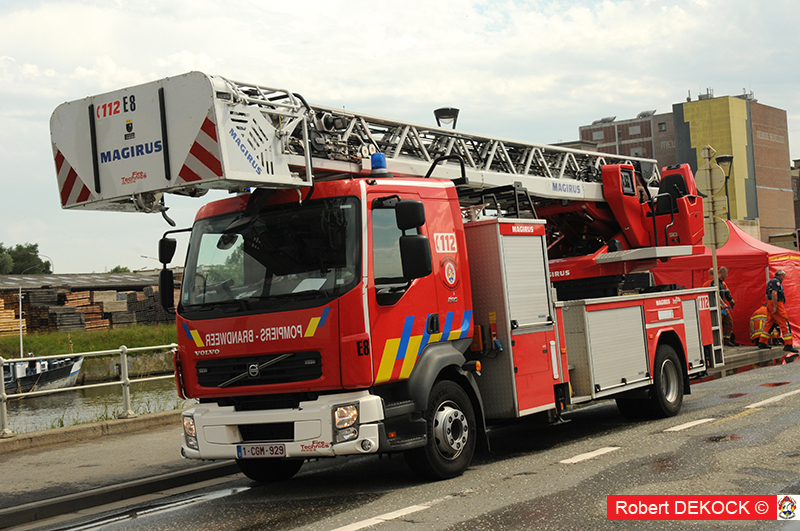
Auto-échelle
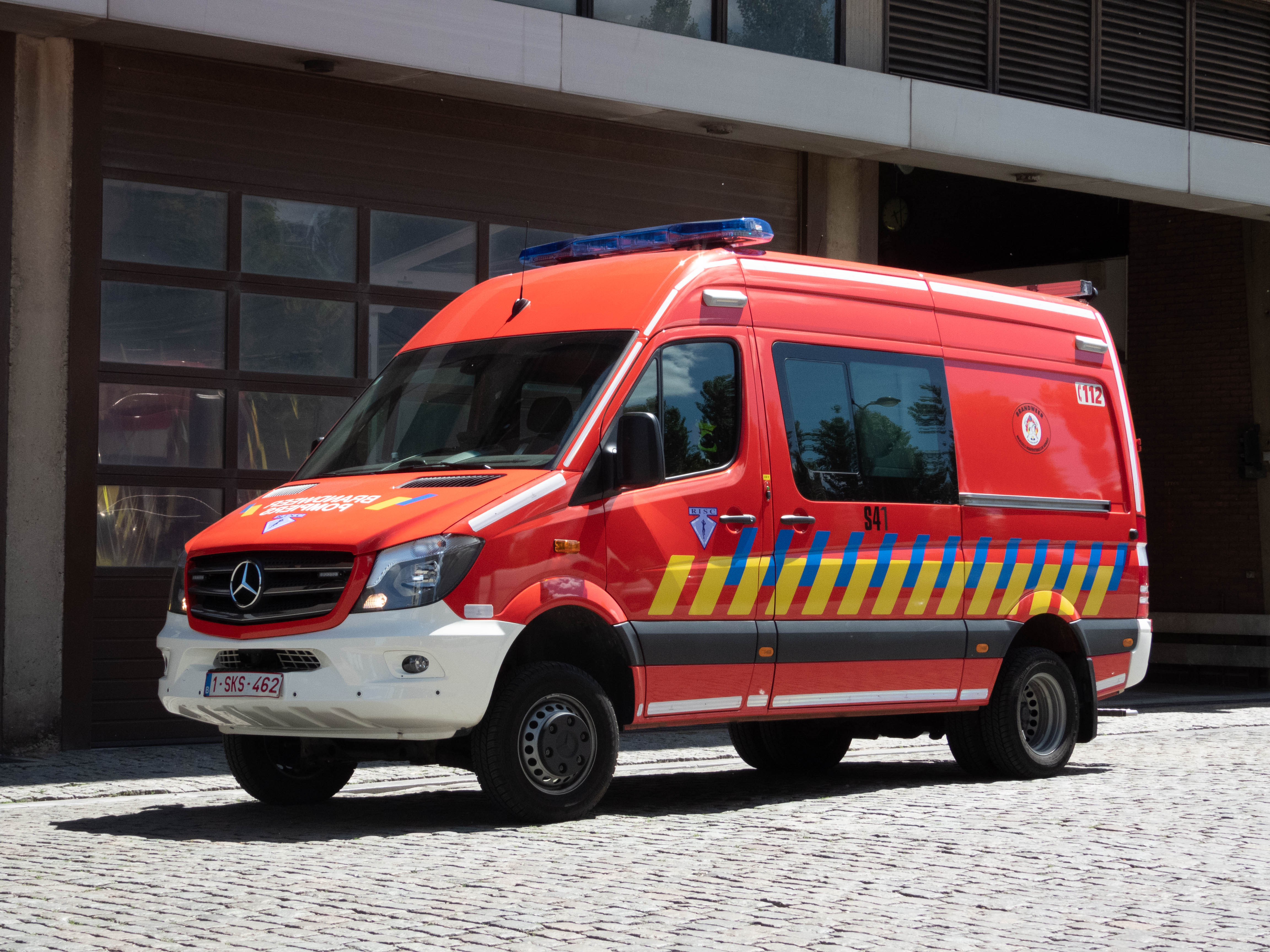
Véhicule du RISC (Rescue In Safe Conditions)
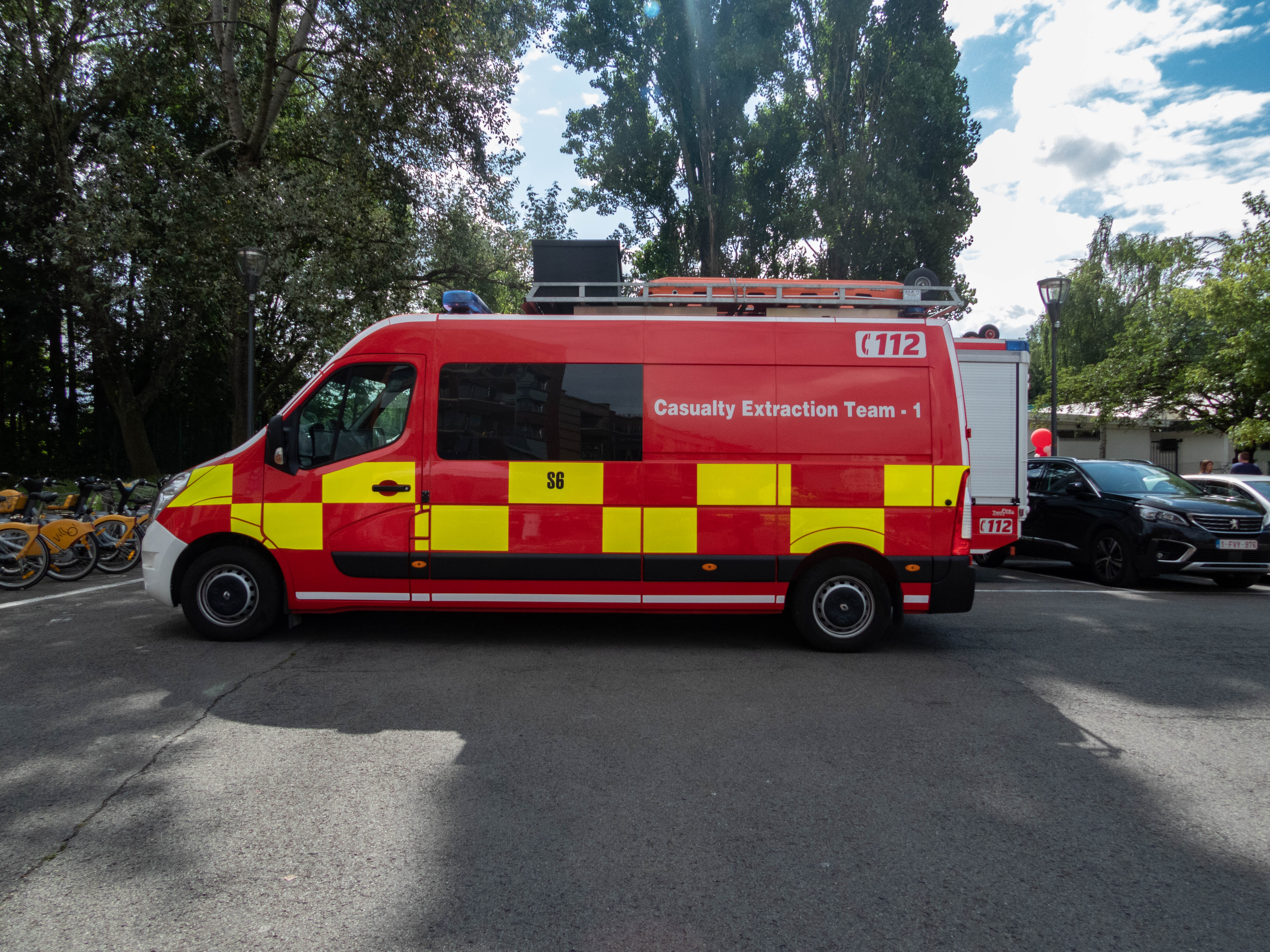
Véhicule du CET (Casualty Extraction Team)
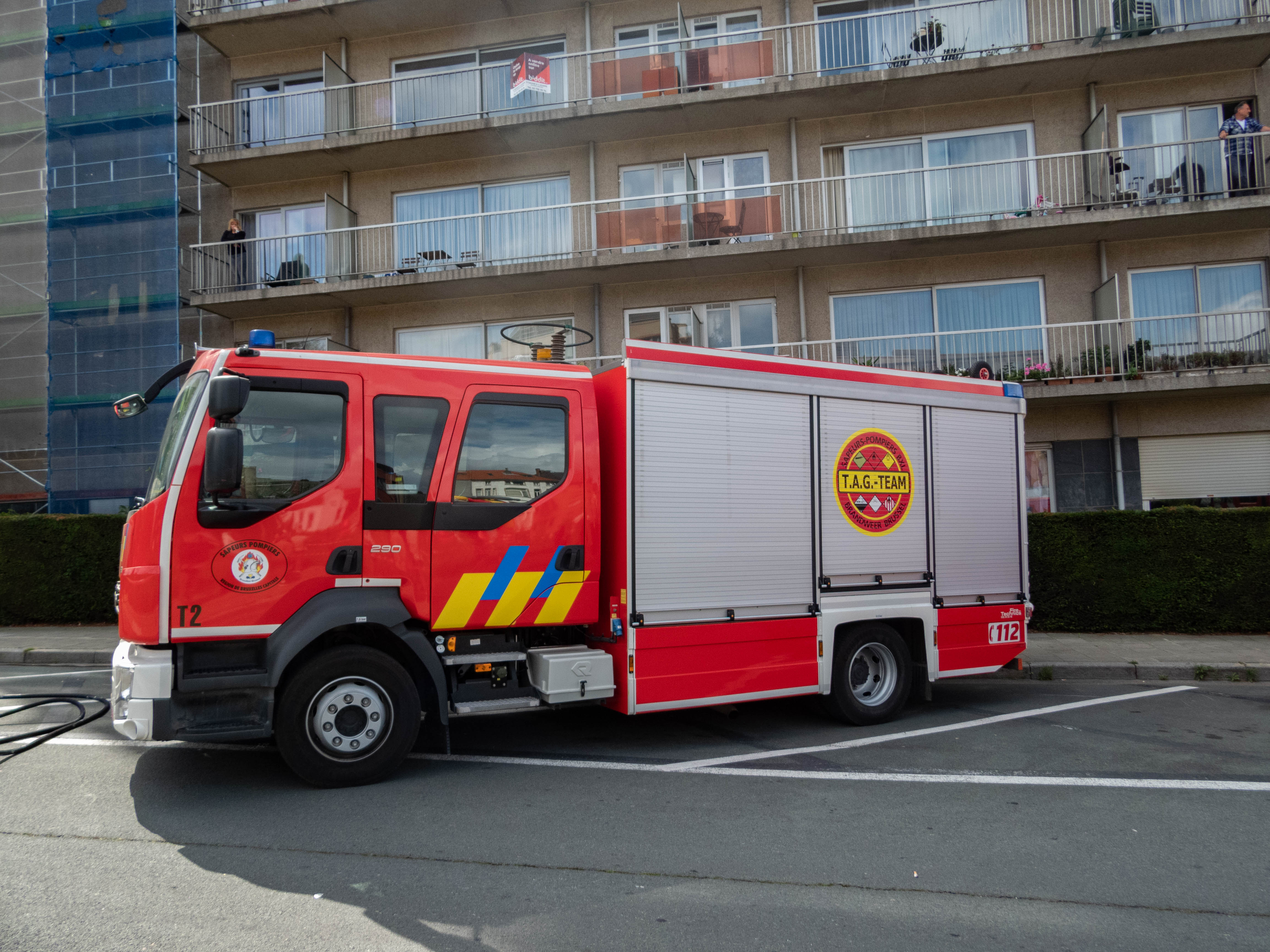
Véhicule Hazmat (Hazardous Materials)
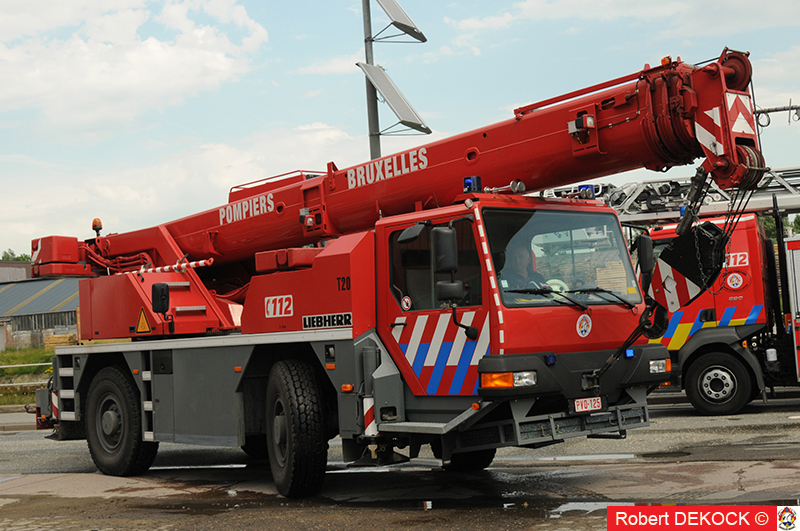
Grue
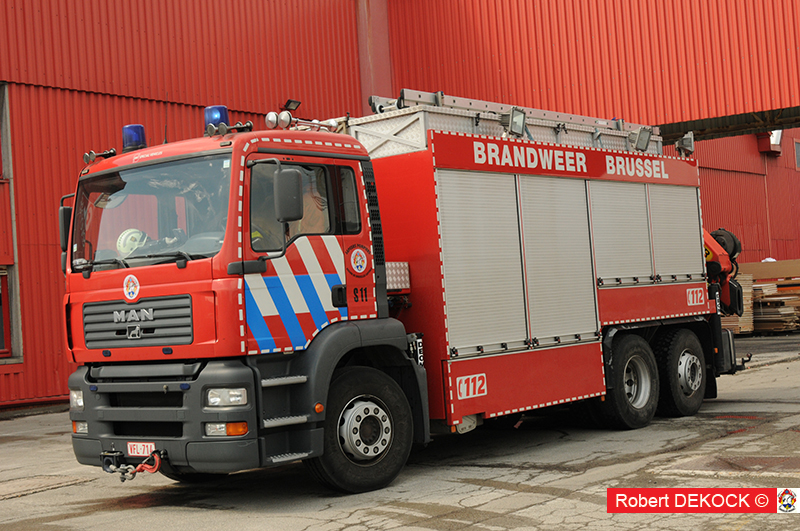
Secours lourd
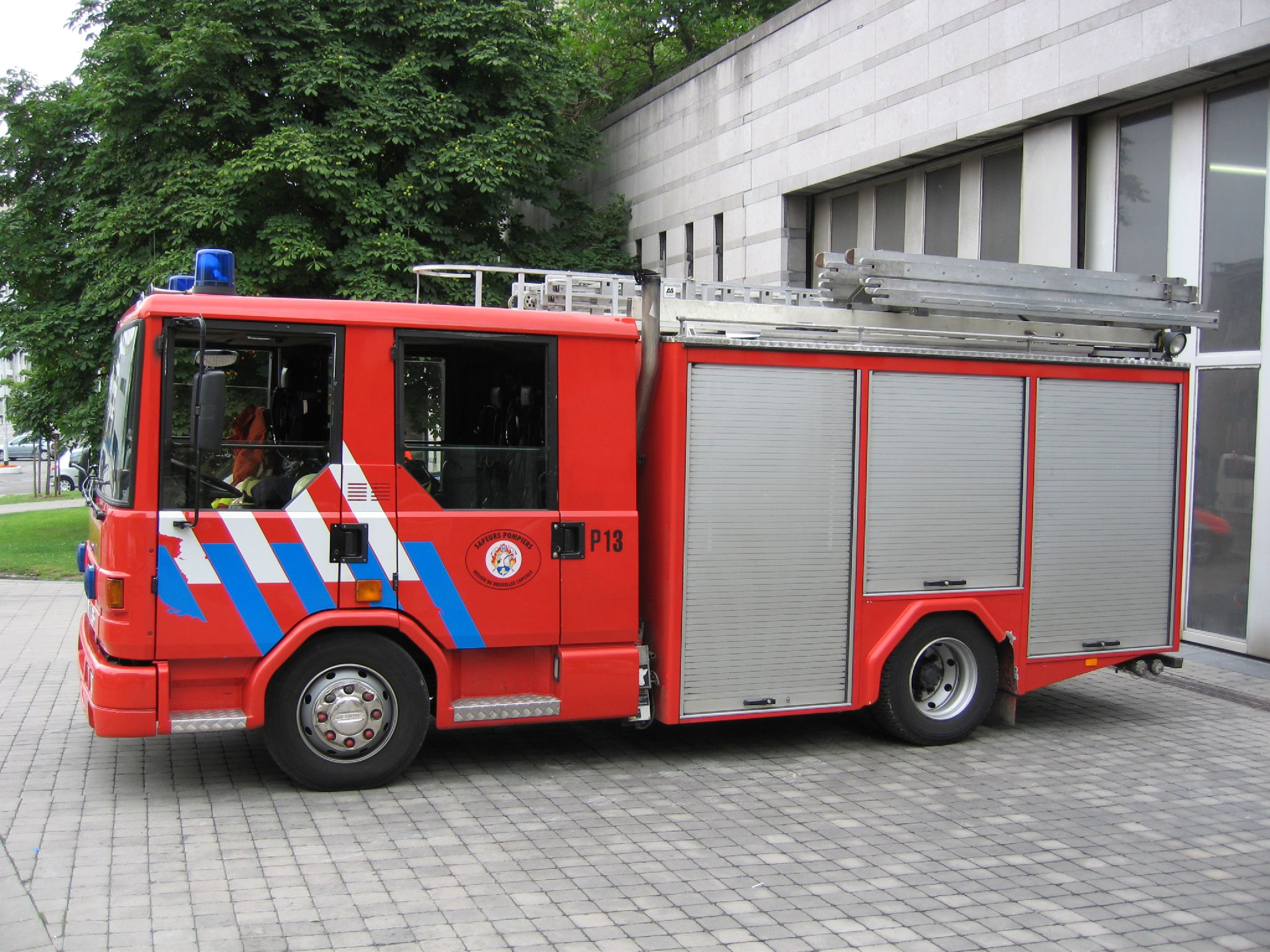
La seule autopompe de la marque anglaise Dennis du service, aujourd'hui réformée.

## Unités spécialisées
Le corps dispose de plusieurs unités spécialisées d'intervention :
- RISC (Rescue In Safe Conditions) : Interventions en milieux périlleux (hauteur ou profondeur avec accès difficile) (équivalent du GRIMP français) ;
- Plongeurs : Interventions dans le canal, la Senne ou encore les étangs ;
- HAZMAT (Hazardous Materials) :  Unité risques chimiques et bactériologiques ;
- ART (Animal Rescue Team) : Sauvetage et neutralisation d’animaux ;
- CET  (Casualty Extraction Team) : Extraction de victimes en collaboration avec la police (fusillades, attentats, etc.).

## Statistiques et chiffres

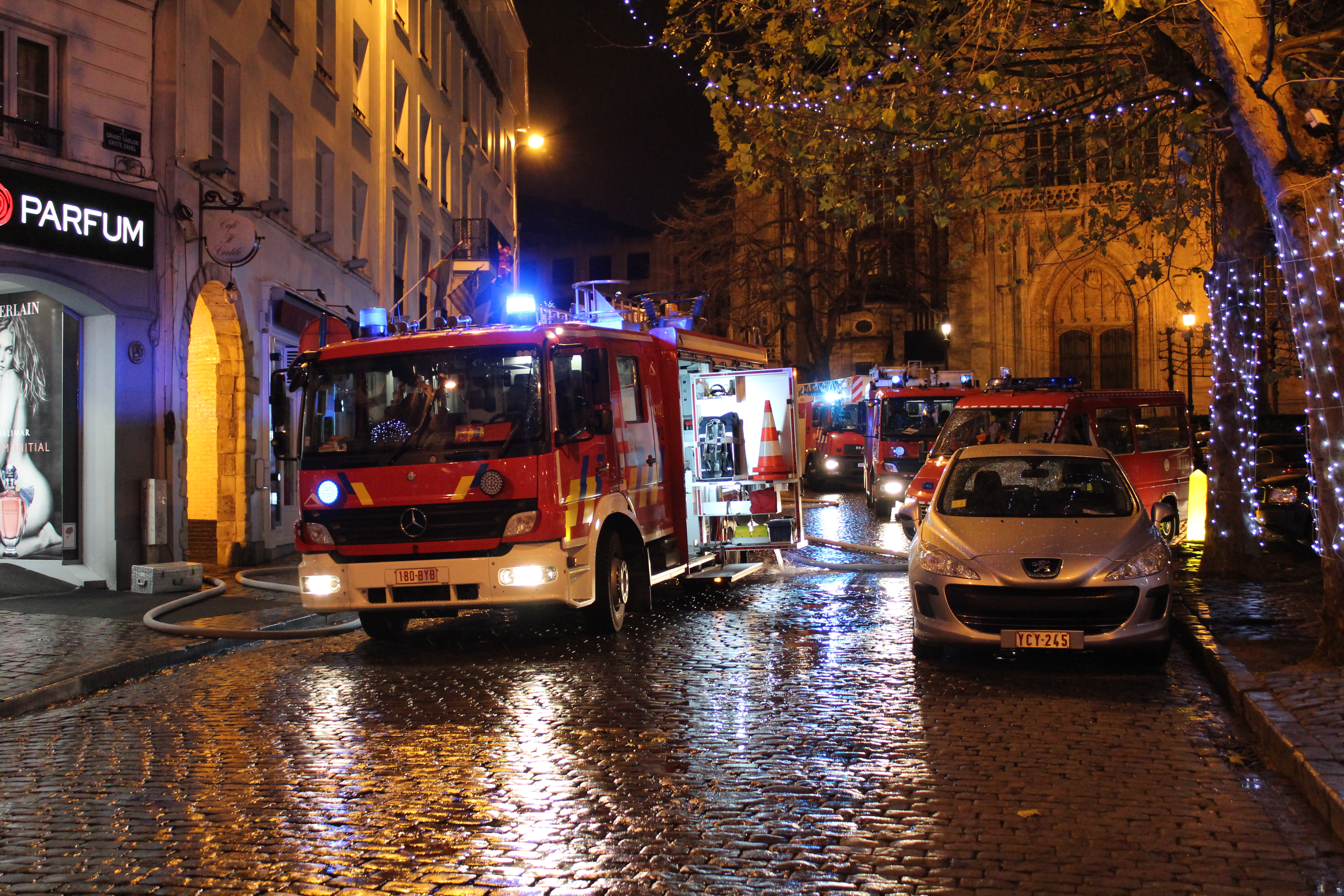
Pompiers de Bruxelles en intervention près de la place du Grand Sablon, en 2011.

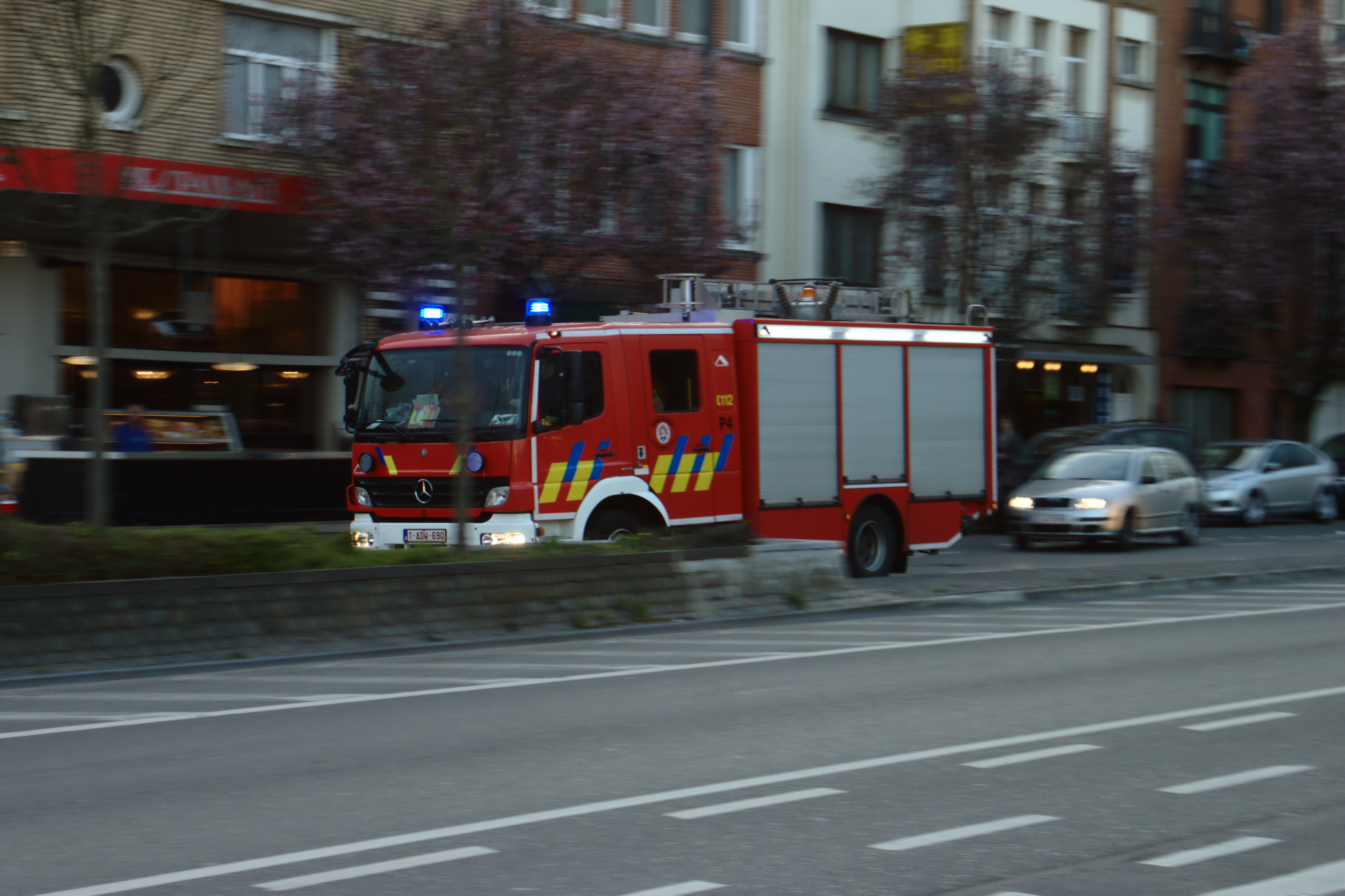
L'autopompe 4 (P4) passant sur l'avenue Houba-de Strooper.

Le SIAMU de Bruxelles couvre une zone de 170 km2 avec une population d'environ 1 300 000 habitants, auxquels il faut ajouter les 300 000 personnes venant y travailler chaque jour.
En 2019 le SIAMU effectua :
- 3.495 interventions « incendie »
- 8.803 autres interventions
- 92.691 interventions « ambulance »

### Communes protégées
Il s'agit des 19 communes de la Région de Bruxelles-Capitale, à savoir :
Anderlecht, Auderghem, Berchem-Sainte-Agathe, Bruxelles-Ville, Etterbeek, Evere, Forest, Ganshoren, Ixelles, Jette, Koekelberg, Molenbeek-Saint-Jean, Saint-Gilles, Saint-Josse-ten-Noode, Schaerbeek, Uccle, Watermael-Boitsfort, Woluwe-Saint-Lambert et Woluwe-Saint-Pierre.

## Dans la culture
Le SIAMU apparait régulièrement à la télévision, notamment dans:
- Une sirène dans la nuit, film français sorti en 1998.
- Alfa Papa Tango, série néerlandophone de 1990 qui lui est consacrée.